# Alois Ammerschläger

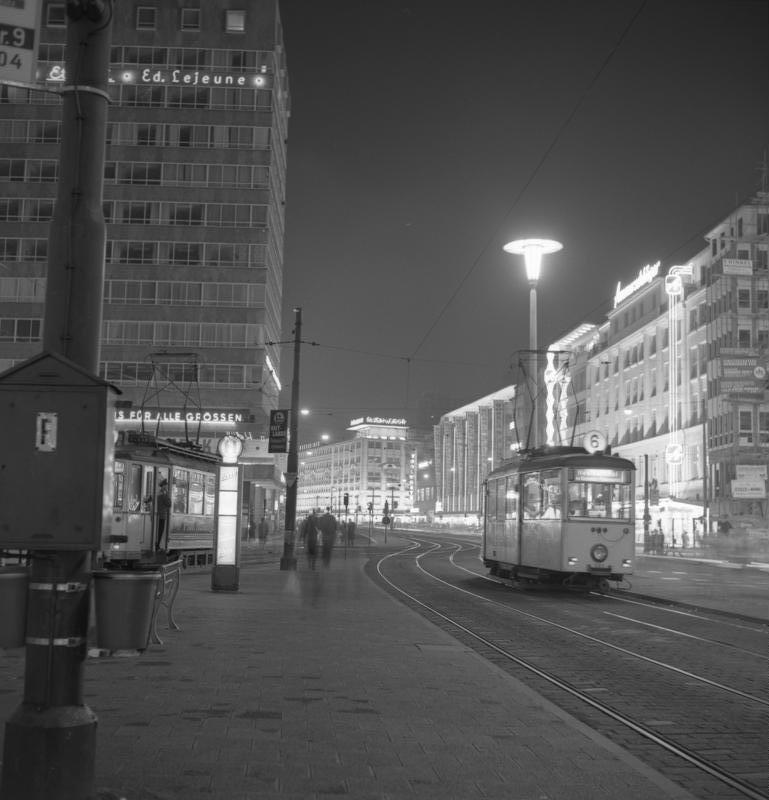
Frankfurt-Zeil, 1960. Rechts das Modehaus Ammerschläger

Alois Ammerschläger (* 28. Juli 1913 in Aschaffenburg; † 22. Dezember 1995 in Bad Homburg) war ein deutscher Unternehmer und Mäzen.

## Leben und Wirken
Der Aschaffenburger Arztsohn gründete 1948 auf der Zeil in Frankfurt am Main ein Bekleidungshaus, aus dem das Modehaus Ammerschläger KG hervorging. 

Er engagierte sich für den Wiederaufbau der Alten Oper und war Förderer des Frankfurter Sports. Im Juli 1988 machte er die Absicht eine Stiftung zu gründen, die sein Engagement zu Lebzeiten fortsetzen sollte, zu seinem 75. Geburtstag publik. 1993 wurde die Alois Ammerschläger Stiftung gegründet, die sich laut Satzung mit der Förderung sozial bedürftiger Menschen, herausragender Sportler sowie künstlerischer und kultureller Belange beschäftigt. 1990 wurde er mit dem Großen Bundesverdienstkreuz geehrt. 1992 bekam er für sein soziales Engagement die Ehrenplakette der Stadt Frankfurt am Main verliehen. Er starb wenige Tage nach dem Eintrag in das Ehrenbuch der Frankfurter Stifter und wurde auf dem Hauptfriedhof Frankfurt begraben.

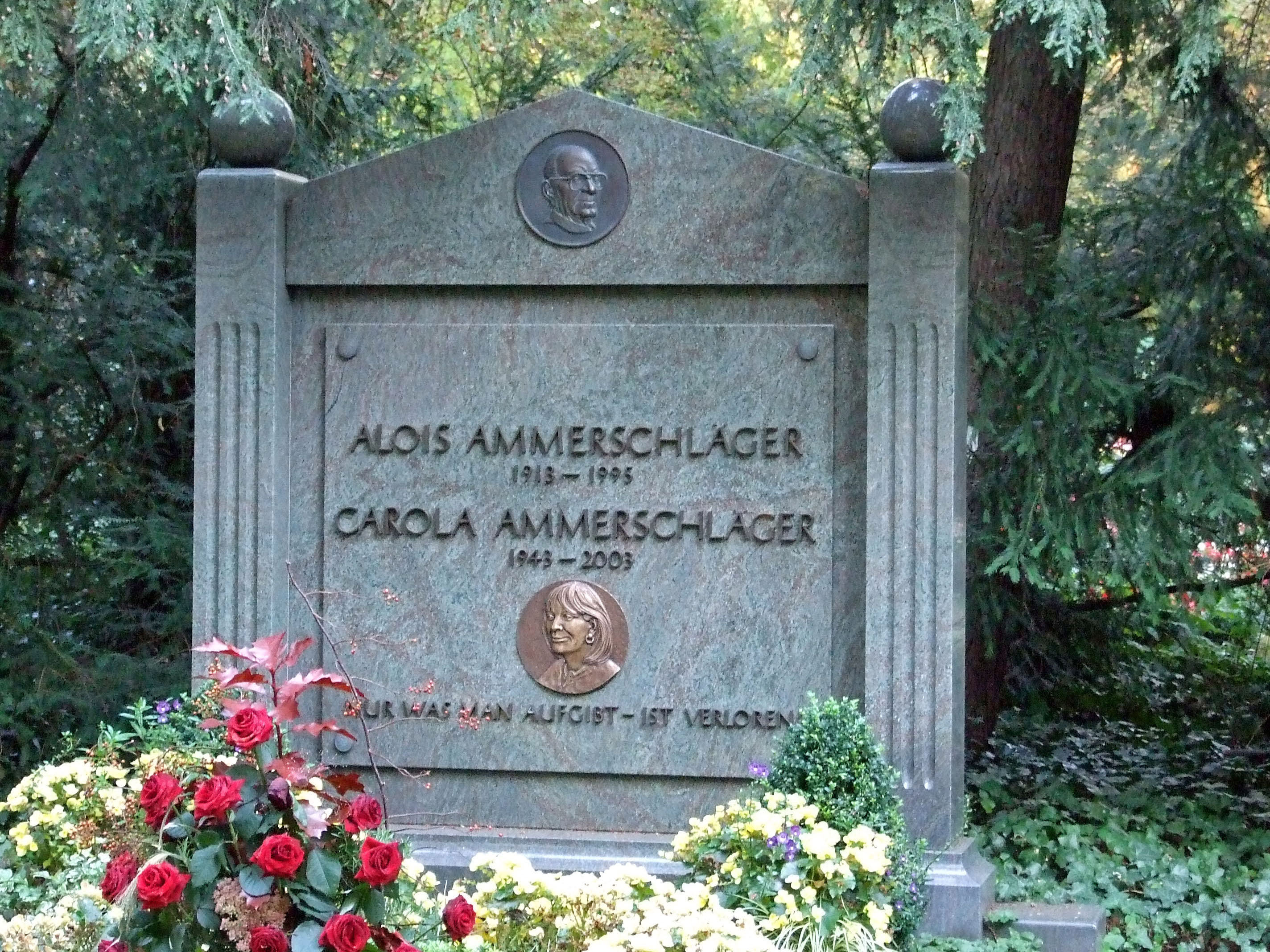
Familiengrab in Frankfurt

Seine Witwe, Carola Ammerschläger, führte nach seinem Tod die Stiftung, in die das Modehaus eingebracht worden war, fort. Erst nach dem Tod von Alois Ammerschläger zeigte sich die finanzielle Misere der Ammerschläger KG. Am 31. Januar 2002 musste sein Geschäft wegen Überschuldung geschlossen werden. Das Gebäude, welches mittlerweile im Besitz der R+V Versicherung ist, wurde Ende 2005 als Niederlassung von Zara wiedereröffnet. Die Aktivitäten der Stiftung ruhten bis zum Abschluss des Insolvenzverfahrens und wurden dann mithilfe des verbliebenen Privatvermögens der Witwe in kleinerem Rahmen, aber im Sinne Ammerschlägers wieder aufgenommen. Den Vorsitz der Alois Ammerschläger Stiftung übernahm Heinz Zielinski, der auch dem Vorstand der Landesstiftung Miteinander in Hessen und dem Landessportbund Hessen angehört.